# Васецький Сильвестр Данилович
Сильвестр Данилович Васецький (1863 — ?) — козак, депутат Державної думи Російської імперії II скликання від Полтавської губернії.

## Життєпис
Народився 1863 року. Православний за віросповіданням, українець за походженням. Козак.
Здобув початкову освіту. Володів земельним наділом розміром 923 десятини.
11 лютого 1907 року обраний депутатом Державної думи Російської імперії II скликання від Полтавської губернії. У думі був членом «Союзу 17 жовтня». Працював у комісії щодо місцевого суду.